# Herea metaxanthus
Herea metaxanthus är en fjärilsart som beskrevs av Walker 1854. Herea metaxanthus ingår i släktet Herea och familjen björnspinnare. Inga underarter finns listade i Catalogue of Life.